# Xian autonome tujia et miao de Xiushan
Le xian autonome tujia et miao de Xiushan (秀山土家族苗族自治县 ; pinyin : Xiùshān tǔjiāzú miáozú Zìzhìxiàn) est une subdivision de la municipalité de Chongqing en Chine.

## Géographie
Sa superficie est de 463,61 km2, et son altitude est comprise entre 245 et 1 631 m.

## Démographie
La population du district était de 582 637 habitants en 1999, et de 610 000 en 2004.